# 杭州湖滨银泰in77
杭州湖滨银泰in77，是位于杭州上城区湖滨路、平海路、延安路的超大商场体，由银泰集团与上城区政府共同打造，是银泰的高端品牌；有A、B、C、D、E 5个区，其中A区（原杭州湖滨国际名品街）定位为国际一线精品旗舰体验中心，A区2005年10月营业，D区2017年12月18日开业，E区2018年12月15日开业，总建筑面积近30万㎡。空中连廊将A区和D区连接起来，地下通道连接B和C区。
“in”是银泰商业推出的地标型高端商业综合体系列，“77”来自于东坡路7号，即湖滨银泰A区所在地的门牌号。由于此地距离西湖很近，加上杭州地铁1号线龙翔桥站的因素，该区域的人流一直很高。

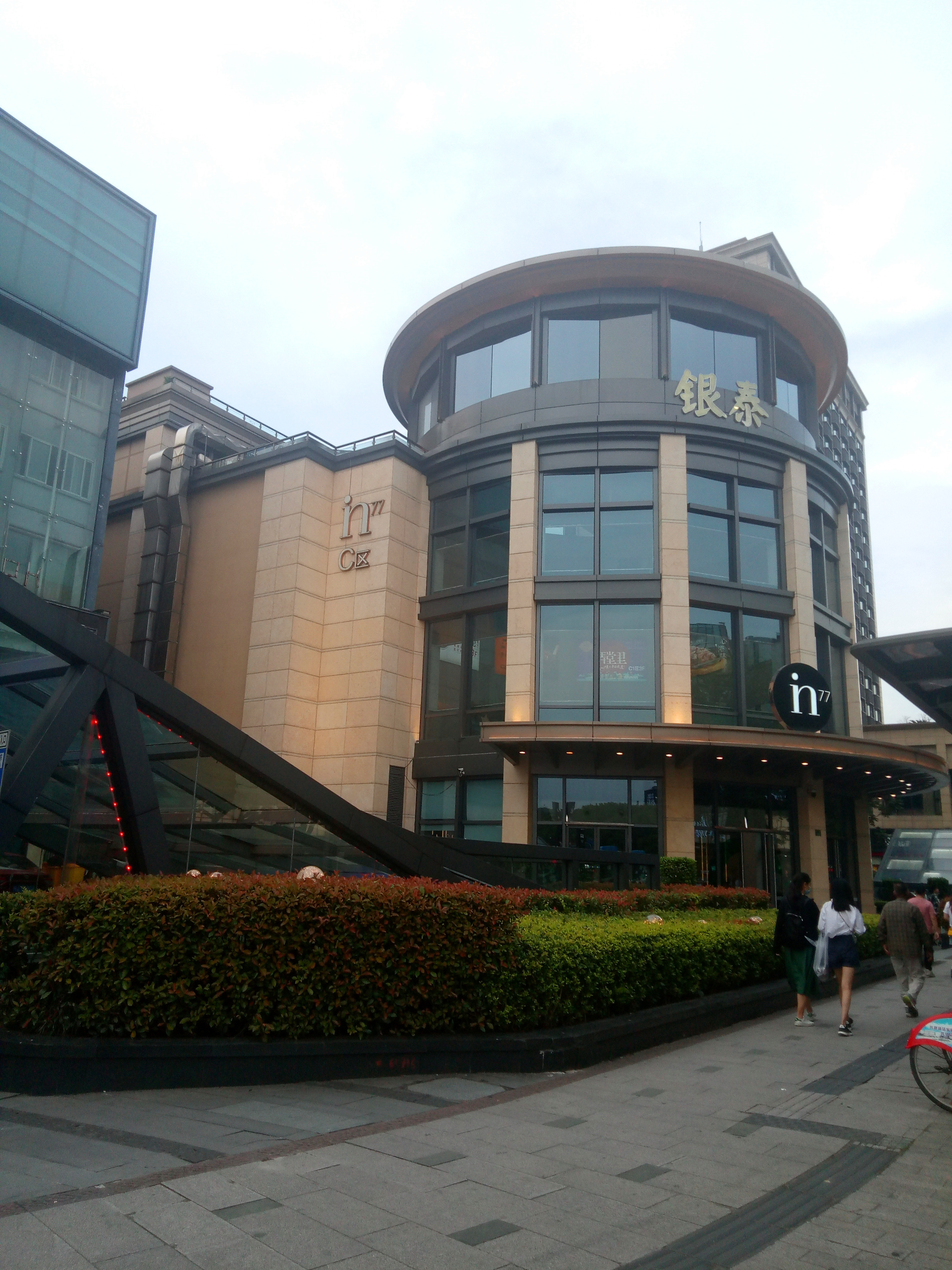
湖滨银泰in77 C区
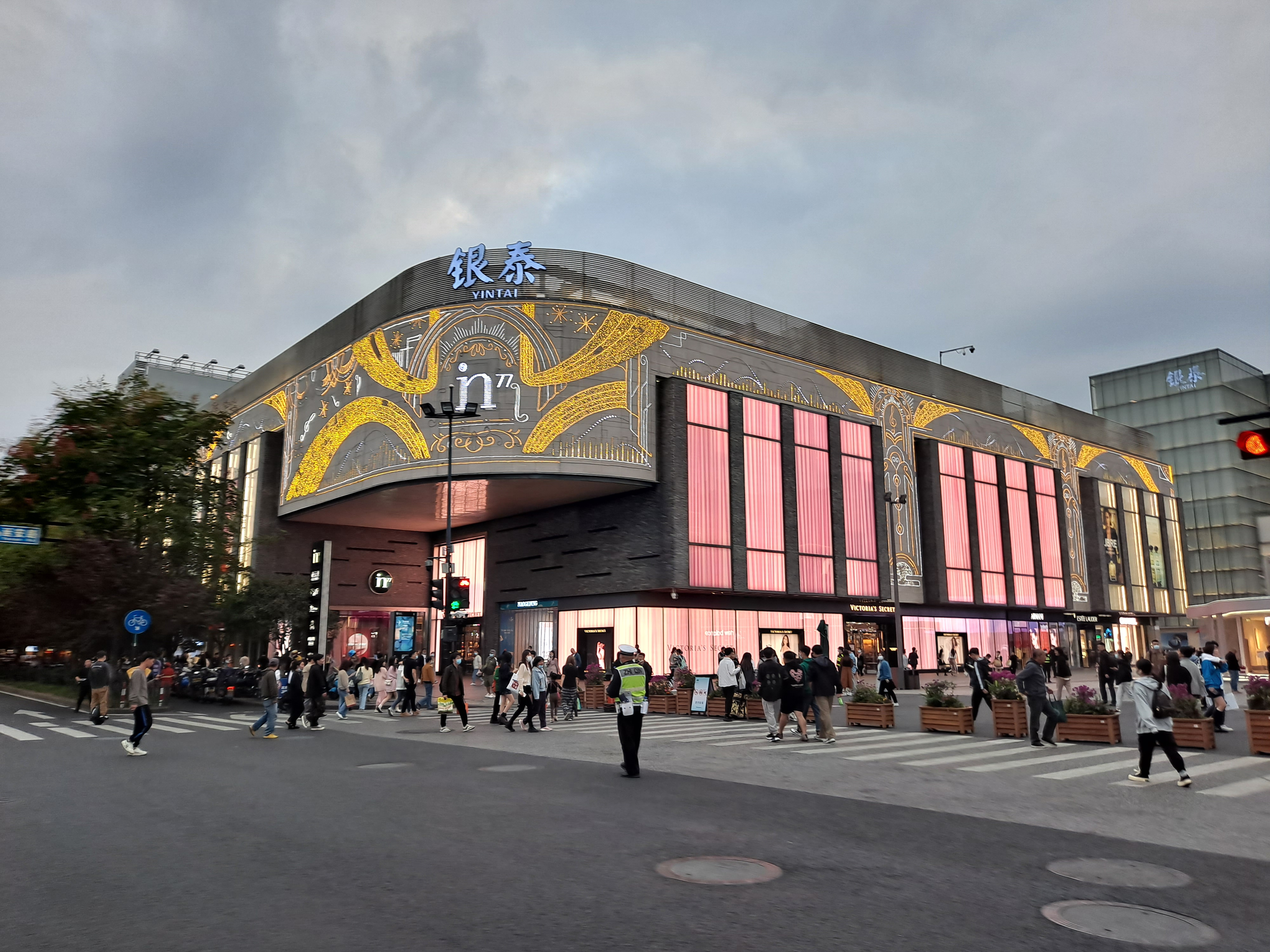
湖滨银泰in77 D区
湖滨银泰in77 B区的店鋪

## 类似商场
- 北京银泰中心in01
- 北京王府井银泰in88
- 成都银泰中心in99